# Lukas Mertens
Lukas Mertens, född 22 mars 1996, är en tysk handbollsspelare, som spelar för SC Magdeburg och det tyska landslaget. Han är högerhänt och spelar som vänstersexa.

## Meriter
Med klubblag
- EHF Champions League 2023 med SC Magdeburg
- EHF European League 2021 med SC Magdeburg
- IHF Super Globe 2021, 2022 och 2023 med SC Magdeburg
- Tysk mästare 2022 och 2024 med SC Magdeburg
- Tyska cupen 2019, 2022 och 2023 med SC Magdeburg
- EHF European League 2022 med SC Magdeburg
- EHF European League 2018 med SC Magdeburg